# Shuna’s Journey
Shuna’s Journey (яп. シュナの旅 Сюна но таби, «Путешествие Сюны») — однотомная манга Хаяо Миядзаки, вышедшая в июле 1983 года, своего рода ранний прототип «Навсикаи из Долины Ветров», но герой и некоторые эпизоды вошли также и в «Принцессу Мононокэ».
Когда сын Хаяо Миядзаки Горо начал снимать «Сказания Земноморья», аниме по романам Урсулы Ле Гуин о Земноморье, Хаяо отозвался о своём видении интерпретации, вспомнив эту свою работу: «Если ты собираешься делать Земноморье, ты должен всего лишь сделать Shuna’s Journey».